# The Amazons (álbum)
The Amazons es el álbum de estudio debut epónimo de la banda de rock alternativo británica The Amazons. Fue publicado el 26 de mayo de 2017 a través del sello discográfico Fiction. Siendo producido por Catherine Marks (Foals, Wolf Alice), el álbum debutó en el top 10 de las listas del Reino Unido.

## Antecedentes
Originalmente, Catherine Marks sólo iba a producir un par de sencillos para la agrupación, antes de extender su alianza temporal hasta la liberación de su primer EP en 2015, pero la banda siguió trabajando con ella. Su relación laboral con Marks fue decidido como grupo, explicando: “hicimos una lista realista de las bandas que nos gustaban y sus productores, y Catherine fue quien entendió lo que queríamos”.
Durante el resto de 2016, varios de sus sencillos recibieron la atención de medios de comunicación locales, como el semanario NME y el programa Future Sounds de BBC Radio 1. A finales de año fueron incluidos en las listas Sound of 2017 de BBC y Brand New de MTV.

## Concepto

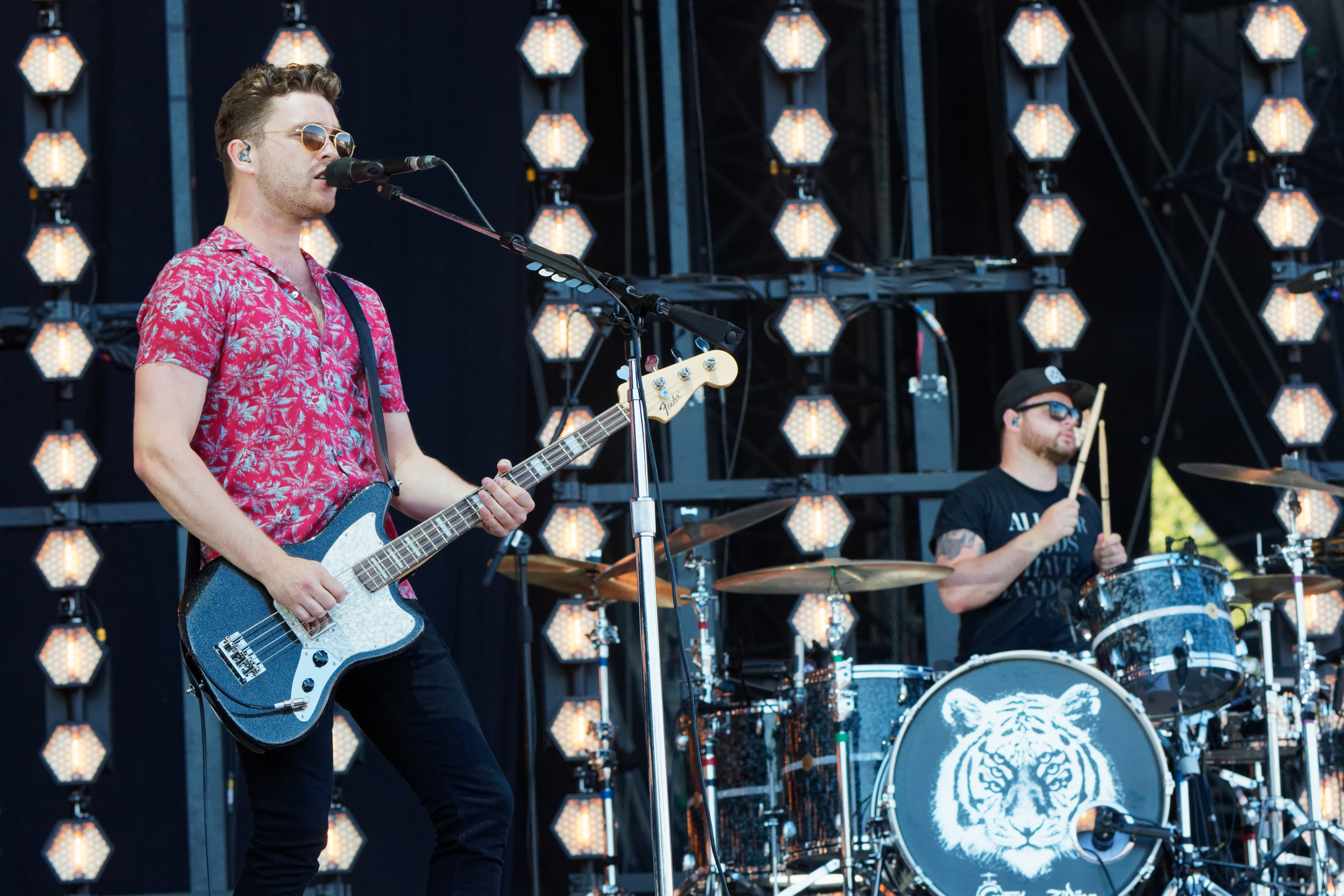
«Junk Food Forever» fue descrita por el portal The Edge como un “punto medio” entre sus bandas amigas Royal Blood (en imagen) y Sundara Karma, con su sonido pesado pero con toques de indie radial.

Hablando sobre las canciones, el vocalista Matt Thomson mencionaba que la mayoría fueron escritas entre sus 18 y 22 años, con el primer sencillo publicado, «Stay with Me», tomando algunas influencias indie rock de Arcade Fire, mientras que sus canciones posteriores, como «Little Something», destacan un sonido más pesado, notando su preferencia por bandas como Queens of the Stone Age, Royal Blood, The Kills y AM de Arctic Monkeys.
Otras canciones como «In My Mind», Thomson reveló haber escrito el riff principal mientras estaba con resaca en un viaje desde Glasgow a Reading. Su sencillo líder, «Black Magic», fue originalmente compuesto tres años antes, con pequeños segmentos musicales sueltos que fueron hilados una vez el coro fue compuesto. Al hablar sobre su método de composición, Emmett y Briggs coincidían en que Thomson prefería desarrollar canciones, como crear melodías iniciales o acordes para estrofas y estribillos, que intentar dar con un riff pegadizo.
Las canciones en el álbum fueron descritas por el vocalista como “bastante directo, pero emotivo” al tomar como base algunas de sus rupturas románticas y luego expandirlo como concepto. En una entrevista con BBC, mencionaron que en el álbum hay una constante de letras enfocadas en distintos espectros de la soledad, tanto en «Stay with Me» como en «In My Mind», pero destacan a «Junk Food Forever» como pieza angular, donde Thomson menciona una época de alienación en su ciudad natal, cuando algunos de sus amigos se marcharon a otras zonas o terminaron yendo a la universidad.

## Grabación
Las sesiones fueron realizadas en el estudio dos de Assault & Battery en Londres, donde Marks llevaba trabajando por años junto a Flood y Alan Moulder. Luego de la publicación del sencillo «Stay with Me» junto a Tom Dalgety, las grabaciones comenzaron en abril, pensando en futuras presentaciones para el verano. Tres de las canciones habían sido publicadas con anterioridad: «Ultraviolet», «Junk Food Forever» y «Something in the Water», todas apareciendo previamente en su EP Don't You Wanna. Thomson en particular destaca las grabaciones de Junk Food y Black Magic al mencionar que Marks optó por grabar tomas en directo, con algunas llegando a 30 tomas. Otras canciones en el álbum, como «Raindrops», destacan la influencia de Marks al subir el tempo, ya que era una semi-balada.

## Presentación
El álbum fue publicado en formatos de LP, disco compacto y para descargas digitales. La portada del álbum consiste de una furgoneta Ford Transit en llamas en medio de una calle de Reading, su tierra natal. La furgoneta, nombrada Big Suze por los miembros de la banda e inspirado por Peep Show, fue utilizado por dos años durante sus giras por el Reino Unido. Su idea original consistía en mostrar de alguna forma sus raíces como banda de Reading en la carátula, describiendo “[luego de pensar] tuvimos la idea más absurda posible, y eso fue prender la furgoneta en llamas”.
“Cuando acabamos de firmar con Fiction, eso fue lo primero en lo que gastamos nuestro dinero, esa vieja camioneta golpeada. Y nunca nos defraudó; puede que recorrimos la circunferencia de la tierra dos veces en ella”.
— Joe Emmett (2019).

## Recepción

### Crítica
En Metacritic, que asigna una calificación normalizada de 100 a las reseñas de las publicaciones principales, el álbum recibió una puntuación promedio de 64, esto según nueve reseñas, lo que indica “reseñas generalmente favorables”.
En reseñas positivas, la revista musical Clash destaca el sonido temático de la canción «Burn My Eyes» al ser comparado con la portada del álbum («la furgoneta en llamas»). Otros comentarios en la reseña destaca la re-inclusión de canciones pasadas de la banda, como «Ultraviolet» o «Something in the Water» que “normalmente serían recibidas con algo de escepticismo”, pero expresa, funcionan al ser reforzados musicalmente. Un sentimiento similar comparte Lauren McDermott para GIGsoup, donde comenta “líricamente, «Raindrops» y «Something in the Water» no son nada profundo, sin embargo su énfasis está dirigido a la melodía más que tener una letra con un significado profundo”. Ambas reseñas destacan la canción de cierre, la balada de piano «Palace», al representar un lado más sentimental de la banda y como yuxtaposición a las canciones previas en el álbum.
En una reseña negativa, The Observer crítica la composición y las letras de las canciones, llamándolas «banales» y muy repetitivas al utilizar coros con woah-ohh-ohh. Concluye con “tienen juventud y energía de su lado; esperemos que puedan hacerlo mejor”. Otra crítica similar está presente en el semanario NME, donde se enfoca en “[la] falta de variedad que termina en aburrimiento para el final del álbum”.

## Promoción
Con la publicación del álbum, se presentaron en el programa televisivo Later... with Jools Holland, además de una aparición en Sunday Brunch del Channel 4, esto previo a su gira por el Reino Unido y su primera gira por el Sudeste Asiático. La banda destaca de sus presentaciones fuera del Reino Unido, una aparición en el Fuji Rock Festival en julio, donde los asistentes del festival terminaron coreando sus canciones.
Como parte de su gira promocional por el Reino Unido, se presentaron en lugares como The Hexagon, en su natal Reading. De sus presentaciones en The Hexagon y The Forum fue desprendido un EP con canciones en vivo, Come the Fire, Come the Evening. Fue publicado el 29 de junio de 2018 con cuatro canciones, además de la participación de Theresa Jarvis de la banda Yonaka en una de las canciones.

### Sencillos
- «Stay with Me» fue publicado el 1 de marzo de 2016, siendo su primer sencillo oficial bajo Fiction.[35] La primera versión fue producida por Tom Dalgety, ingresando en el top 40 de la lista Ultratip de Flandes.[36] La versión presente en el álbum fue incluida en la banda sonora del videojuego FIFA 18.[37]

- «In My Mind» fue publicado el 30 de agosto de 2016.[38] Un vídeo musical fue publicado al mes siguiente, enfocado en los sonidos oscuros y pesados presente en la canción.[39] Una versión acústica fue liberada el 3 de abril de 2017.[40]

- «Little Something» fue publicado el 22 de noviembre de 2016.[41] Presentado durante el programa de Annie Mac en BBC Radio 1, previo a sus últimos shows en diciembre.[42] Un vídeo musical fue publicado en enero de 2017, siendo dirigido por Libby Burke Wilde.[43]

- «Black Magic» fue publicado el 14 de febrero de 2017.[44] Una versión acústica fue liberada el 15 de mayo del mismo año.[45] Fue incluido en la banda sonora del videojuego de Konami, Pro Evolution Soccer 2019.[46]

- «Palace» fue publicado el 24 de noviembre de 2017, con un vídeo dirigido por Matt Goff siendo exclusivo de su cuenta oficial de Facebook, intercalando visuales de shows en vivo con una interpretación solitaria de Thomson y su piano.[47]

Canciones promocionales
- «Nightdriving» fue publicado el 16 de mayo de 2016, junto a un estreno en el show de Huw Stephens.[48] Un vídeo musical fue publicado al mes siguiente, grabado y dirigido por Matt Goff en Reading, con el vocalista Thomson protagonizando el vídeo.[49] Considerado por el vocalista en marzo de 2017 como una de sus canciones favoritas en vivo, en contraste de Emmett, quien bromeando lo consideraba "una elección basura".[50]

- «Junk Food Forever» fue liberado el 19 de abril de 2017.[51] Un vídeo musical fue dirigido por Michael Holyk, quien había grabado previamente con Jake Bugg, Fangclub y Sundara Karma. El contenido muestra a personas ordinarias rebelándose ante lo mundano, mientras la banda se encuentra en un cuarto vacío interpretando la canción.[52]

- «Ultraviolet» fue liberado el 15 de agosto de 2017 junto a un anuncio de una gira nacional en octubre.[53] Un vídeo musical fue dirigido por Oscar Sansom, mezclando una presentación de la banda con animaciones, grabado en un formato de 16 mm.[54]

## Lista de canciones
| N.º   | Título                   | Duración |  |
| 1.    | «Stay With Me»           | 3:15     |  |
| 2.    | «Burn My Eyes»           | 4:18     |  |
| 3.    | «In My Mind»             | 3:50     |  |
| 4.    | «Junk Food Forever»      | 3:46     |  |
| 5.    | «Raindrops»              | 4:46     |  |
| 6.    | «Black Magic»            | 4:31     |  |
| 7.    | «Ultraviolet»            | 3:38     |  |
| 8.    | «Little Something»       | 4:05     |  |
| 9.    | «Holy Roller»            | 3:56     |  |
| 10.   | «Something in the Water» | 4:53     |  |
| 11.   | «Palace»                 | 3:46     |  |
| 44:44 |                          |          |  |

| Edición japonesa – bonus tracks |                           |          |  |
| N.º                             | Título                    | Duración |  |
| 12.                             | «Nightdriving»            | 3:47     |  |
| 13.                             | «Burn My Eyes (Acoustic)» | 4:20     |  |
| 52:51                           |                           |          |  |

| Edición deluxe |                                |          |  |
| N.º            | Título                         | Duración |  |
| 12.            | «In My Mind (Acoustic)»        | 4:23     |  |
| 13.            | «Raindrops (Acoustic)»         | 4:33     |  |
| 14.            | «Junk Food Forever (Acoustic)» | 3:16     |  |
| 15.            | «Little Something (Acoustic)»  | 3:29     |  |
| 16.            | «Black Magic (Acoustic)»       | 4:02     |  |
| 17.            | «Ultraviolet (Acoustic)»       | 3:45     |  |
| 01:09:03       |                                |          |  |

## Créditos y personal
Adaptados desde los créditos del álbum original.
| The Amazons - Matthew Ian Thomson – Voz principal, composición, guitarra acústica y eléctrica, piano, teclados, órgano Hammond. - Christopher John Alderton – Coros, guitarra acústica y eléctrica, teclados, maracas, pandereta, percusión (1, 5). - Elliot James Briggs – Bajo eléctrico, coros. - Josef «Joe» Emmett – Batería, coros (3, 4), glockenspiel (6), percusión, pandereta. Arte y dirección - Gary Harris – A&R. - Matt Goff – Trabajo de arte, fotografías. - Alex Katter y Jack Wise – Management (Gravity Mgmt). | Producción - Catherine Marks – Producción, grabación, mezcla, programación, teclados (9). - Ronan Phelan – Asistencia de mezcla. - Dani Spragg – Asistencia de ingeniero de grabación. - John Catlin – Ingeniería, mezcla adicional. - Rich Kennedy – Ingeniería. - John Davis – Ingeniero de masterización. - Christopher John Alderton – Ingeniería, programación (4). - Jeff Gunnel – Ingeniero de grabación (11). - Charlie Holmes – Producción, mezcla (versiones acústicas). - Andy Baldwin – Ingeniero de masterización (versiones acústicas). |

## Posicionamiento en listas
| Listas (2017)             | Mejor posición |
| ------------------------- | -------------- |
| Escocia (Scottish Albums) | 10             |
| Reino Unido (UK Albums)   | 8              |

## Historial de lanzamiento
| Región        | Fecha              | Formato                                | Edición  | Discográfica                 | Ref.   |
| ------------- | ------------------ | -------------------------------------- | -------- | ---------------------------- | ------ |
| Unión Europea | 26 de mayo de 2017 | Descarga digital · Disco compacto · LP | Estándar | Fiction · Caroline           | [ 10 ] |
| Japón         | 2 de junio de 2017 | Disco compacto                         | Bonus    | Fiction · Caroline · Hostess | [ 58 ] |
| Mundo         | 2 de junio de 2017 | Descarga digital · Disco compacto      | Deluxe   | Fiction · Caroline           | [ 59 ] |